# 圖凱區

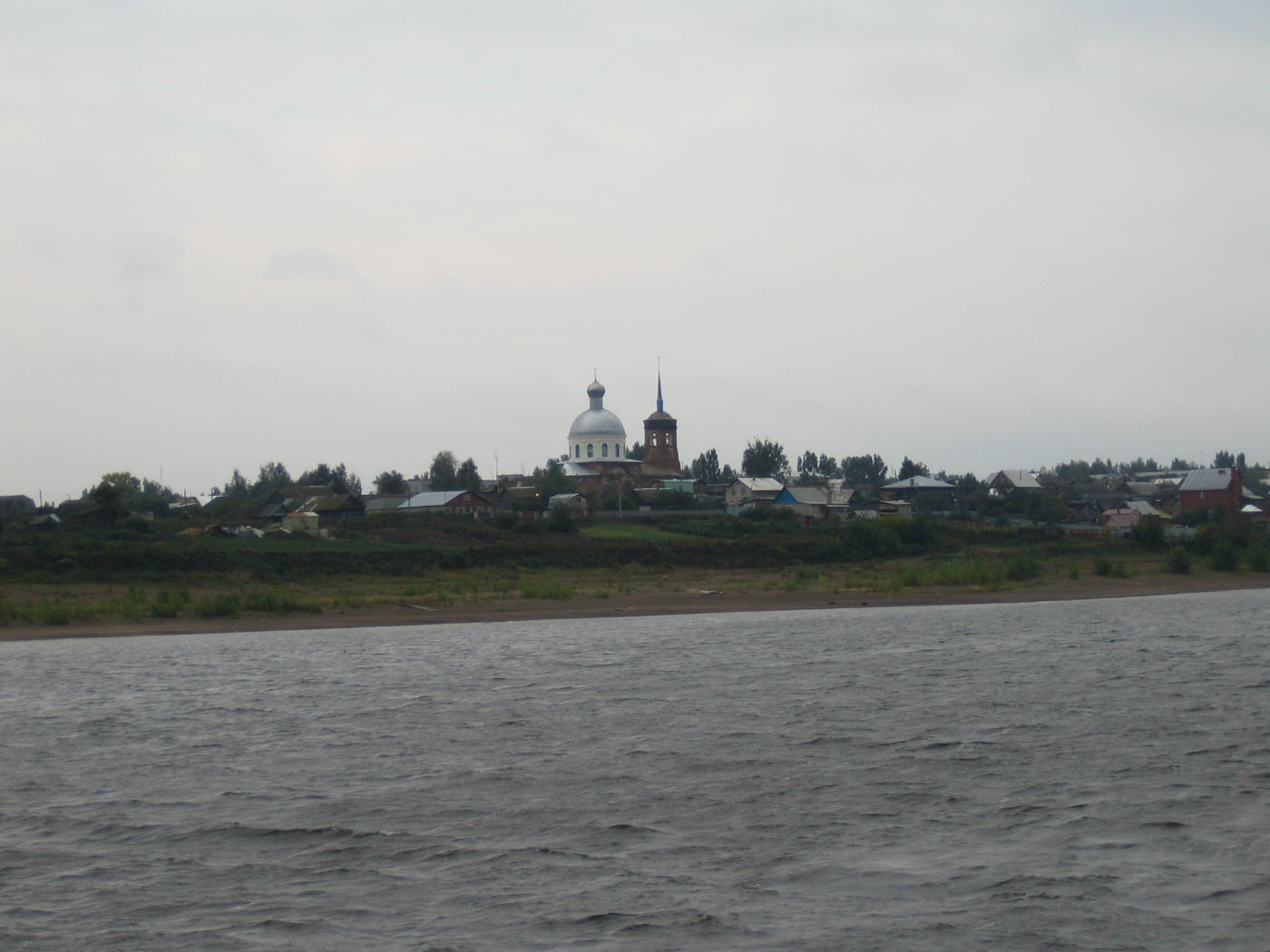

55°38′N 52°27′E / 55.633°N 52.450°E
圖凱區（俄语：Тукаевский район），是俄羅斯的一個區，位於該國西部，由韃靼斯坦共和國負責管轄，面積1,744平方公里，2010年人口36,561，人口密度每平方公里20.96人。